# 우리는 밀러 가족
《우리는 밀러 가족》(영어: We're the Millers)는 2013년 공개된 미국의 코미디 영화이다. 마약을 운반하기 위해 만들어진 가짜 가족의 이야기를 담았다.

## 줄거리
덴버의 삼류 대마상 데이비드는 마약 공급책 브래드의 대마를 강도 당한 뒤 빚 탕감을 위해 멕시코에서 대마를 밀수해오는 일을 맡게 된다.
데이비드는 혼자 세관을 뚫으려고 하면 의심을 살 게 뻔하다는 생각에 이웃 셋 — 스트리퍼 로즈, 가출한 19살 케이시, 부모에게 버림받은 18살 케니 — 에게 수고료를 약속하고 함께 밀러라는 성을 쓰는 가짜 가족 행세를 하게 된다.
이들 "밀러 가족"은 멕시코에 도착하고 나서야 RV에 실어야 하는 대마가 무려 2톤이나 된다는 걸 알게 된다. 우여곡절을 거쳐 국경을 넘어 다시 미국으로 돌아온 이들 앞에 대마의 원래 주인인 마약 카르텔 두목 파블로 차콘이 나타난다.

## 출연

### 밀러 가족
- 제이슨 수데이키스 - 데이비드 클라크 역
- 제니퍼 애니스턴 - 세라 "로즈" 오라일리 역
- 윌 폴터 - 케네스 "케니" 로즈모어 역
- 에마 로버츠 - 케이시 매시스 역

### 그 외
- 에드 헬름스 - 브래들리 "브래드" 거들링어 역
- 닉 오퍼먼 - 도널드 "돈" 피츠제럴드 마약단속국 요원 역
- 캐스린 한 - 이디스 "이디" 피츠제럴드 역
- 몰리 C. 퀸  - 멀리사 피츠제럴드 역
- 토메르 시슬레 - 파블로 차콘 역
- 맷 윌리그 - 원아이(짝눈) 역
- 루이스 구스만 - 멕시코 경찰 역
- 토머스 레넌 - 리처드 "릭" 네이선 역
- 마크 L. 영 - 스코티 P 역
- 켄 머리노 - 토드 역
- 로라리 - 킴벌리 역
- 스콧 애드싯 - 의사 역
- 샘 리처드슨 - 교통안전청 직원